# 唐龙 (1952年)
唐龙（1952年11月—），男，浙江衢州人，中华人民共和国政治人物，曾任北京市人大常委会秘书长、副主任。